# السلمية (السعودية)
السلميَّة، بلدة قديمة في محافظة الخرج منطقة الرياض.
بفتح السين المشددة واللام وكسر الميم والياء المشددة فهاء، إحدى بلدان الخرج الرئيسة والقديمة، وواحدة من مدن دولة «الأخيضرية» سابقًا، وتقع السلمية على وادي حنيفة، وتبعد عن مدينة السيح نحو 7 كم إلى الشمال الشرقي، وتجاور بلدة اليمامة، وبلدة السلمية مرتبطة منذ القدم بعين فرزان التي كانت تصب في السلمية قبل نضوب الماء منها.
يقول عنها ياقوت الحموي نقلاً عن الحفصي: السلمية والبرشام سهلان في طرف اليمامة، ووصفها الإدريسي بأنها قرية عامرة قد أحدقت بها حدائق النخيل وفيها تمور حسنة الألوان شهية المأكل.
السلمية وبلدة اليمامة اتخذهما بنو الأخيضر قاعدة لملكهم، وكانت تعرف بالخضرمة، وكانت بها سوق كبيرة ورائجة، فقد ذكر صاحب تحفة الأزهار والأنهار أنها كانت تعج بالتجار وان بعض الأشراف كانوا يترددون عليها، وقد كتب عنها عدد من المؤرخين غير العرب منهم جون فيلبي في كتابه قلب الجزيرة العربية والذي زارها عام 1918م قائلاً: «يبلغ تعداد سكان قرية السلمية نحواً من 500 نسمة، بما في ذلك من يعيشون في المساكن المتناثرة حول بساتين النخيل»، وأغلبهم من قحطان، من قسم آل عائذ الذي تنتهي إليه عائلة الأمير، وعُرف عن أهل السلمية بأنهم من أشد المناصرين للدعوة السلفية والدولة السعودية في بلاد الخرج، حيث قام أبناءالسلمية بجهود مشرفة في خدمة الدولة السعودية والدعوة السلفية منذ ثلاثة قرون تقريباً وإلى اليوم فمنهم من قاد الجيوش ومنهم من تولى إمارات البلدان، ومن تلك المواقف عندما استعاد الملك عبد العزيز الرياض كان أهل السلمية من أوائل الفرحين بعودته والمناصرين لدولته وعلى رأسهم أميرهم سعد بن سليمان بن عفيصان الذي شارك بقيادة أهل السلمية في حرب ابن رشيد عام 1320هـ.

## سبب التسمية
سُميت بهذا الاسم لعدة أسباب، منها:
- أنها سميت بهذا الاسم لأنها كانت دائماً سالمة من الحروب.
- أنها سميت بهذا الاسم لوفرة شجر السلم فيها.
- أنها سميت بذلك نسبةً إلى قبائل بني سليم.[5]

## أحياء بلدة السلمية
تنقسم بلدة السلمية إلى عدة أحياء تحملُ المسميات التالية:
- الحُميري:وهو السوق التجاري الذي يقع في وسط البلدة التي يتواجد فيها المسجد الجامع والسوق وجميع الدكاكين، ويتواجد فيه أيضاً منتجات البلدة الزراعية والتي تشتهر فيها، كما أنهُ ملتقى شيوخ البلدة يلتقون فيه لنتبادل الأحاديث، وأشتهر السوق بالحركة التجارية بدءً من بعد صلاة الفجر إلى أذان المغرب.
- جُبْرَان:هي المنطقة السكنية الواقعة بين الحميري والمنطقة الزراعية (الوسيطا من الجهة الجنوبية).
- الشُّدَيدِي:المنطقة السكنية الواقعة بين الحميري والمنطقة الزراعية في شرق البلدة.
- الذُّريَّاوي:المنطقة السكنية الواقعة بين الحميري والمنطقة الزراعية من جهة الشمال الشرقي، وكانت منحة من ولي العهد آنذاك الأمير سعود بن عبدالعزيز حيث تستخدم أرضه لذري محصولات الحبوب، لذلك سمي الذُّرَيَّاوي، وقيل: لأنه في ذرا شارع السلطاني.[6]

## معركة السلمية
في ربيع الأول من سنة 1320هـ/1902م حدثت فيها معركة بين الملك عبدالعزيز آل سعود وعبد العزيز بن متعب آل رشيد، وقد أنهزم الأخير، وعاد إلى حفر الباطن، أما الملك عبد العزيز فعاد إلى الرياض.

## سنة السلمية
تم تخليد اسم البلدة بعد حادثة الغرق الشهيرة بسبب الأمطار الغزيرة التي هطلت عليها سنة 1351 هـ / 1933 م . 
خلد الشاعر راشد بن عبدالله بن مبارك بن عبدالله بن حركان الحادثة في قصيدة قال فيها : 

## آثارها
1. مصيف الملك عبد العزيز
2. القبور الركامية
3. مجرى عين فرزان
4. هجرة الشديدة
5. قصر الكوت
6. بستان الشيوخ
7. الأبراج الطينية
8. قصر خناطل.[8][1]

## انظر ايضاً
- محافظة الخرج

## وصلات خارجية
- «السلمية» مصيف الملك عبد العزيز وبلدة النخيل والماء والآثار.